# Buenaventura Bueno
Buenaventura Bueno (Arequipa, 16 de julio de 1768 - La Paz, 29 de enero de 1810) es considerado uno de los principales partícipes de la revolución del 16 de julio en La Paz, por entonces parte de la Intendencia de La Paz, bajo la administración española. Bueno fue parte de la junta de Gobierno como vocal.

## Biografía
Buenaventura Bueno nació en la ciudad de Arequipa, Perú, el 16 de julio de 1768. Estudió en el Colegio Seminario de la ciudad de Misti, sobresaliendo en el estudio del latín, dedicándose posteriormente a su enseñanza. Se trasladó a La Paz en 1784 y se integró rápidamente a su sociedad. En 1790 reemplazó a Bernandino Argandoña como Alcalde de hermandad hasta 1799.
Se casó con Antonia Petrona Francisca Blancader Canizares, y tuvo con ella seis hijos, María (1790), Josefa Basilia (1802), Pedro José Bonifacio (1804), José Agustín (1805), Manuela Joseta (1807) y Miguel Gregorio (1810).

### Vida política
En 1805 fue junto a Pedro Domingo Murillo uno de los líderes de un movimiento de carácter independentista que no llegó a estallar y que, por el grado en que se hallaban comprometidos importantes figuras de la sociedad paceña, fue mantenido en reserva por las autoridades.
Tras la Revolución de Chuquisaca se iniciaron en La Paz reuniones tendientes a efectuar en la ciudad un movimiento aún más radical, a las que Buenaventura Bueno se integró desde sus comienzos siendo prevista su designación como uno de los futuros representantes del pueblo. El 16 de julio de 1809 se produjo finalmente el levantamiento en La Paz.
Se formó una junta de gobierno independentista denominada Junta Tuitiva, presidida por el coronel Pedro Domingo Murillo, nombrándose secretario a Sebastián Aparicio, escribano a Juan Manuel Cáceres y como vocales al Dr.Gregorio García Lanza, Dr.Melchor León de la Barra (cura de Caquiavire), José Antonio Medina (tucumano, cura de Sicasica), presbítero Juan Manuel Mercado (chuquisaqueño), Dr. Juan Basilio Catácora y Dr. Juan de la Cruz Monje y Ortega.
Se nombraron después otros vocales suplentes o ciudadanos agregados: Sebastián Arrieta (tesorero), Dr. Antonio Ávila, Francisco Diego Palacios y José María Santos Rubio (comerciantes), Buenaventura Bueno y Francisco Javier Iturres Patiño (sochantre).
Iniciada la represión a cargo de José Manuel de Goyeneche la Junta Tuitiva de la Paz se disolvió confiriendo a su presidente Morillo el mando político y militar. Bueno fue el primero de la Junta que renunció a su cargo el 28 de septiembre, aunque posteriormente continuó militando por la causa que promovió en los pueblos que ponían distancia de la revuelta ante el cariz de los sucesos y el temor que les transmitía el obispo La Santa.

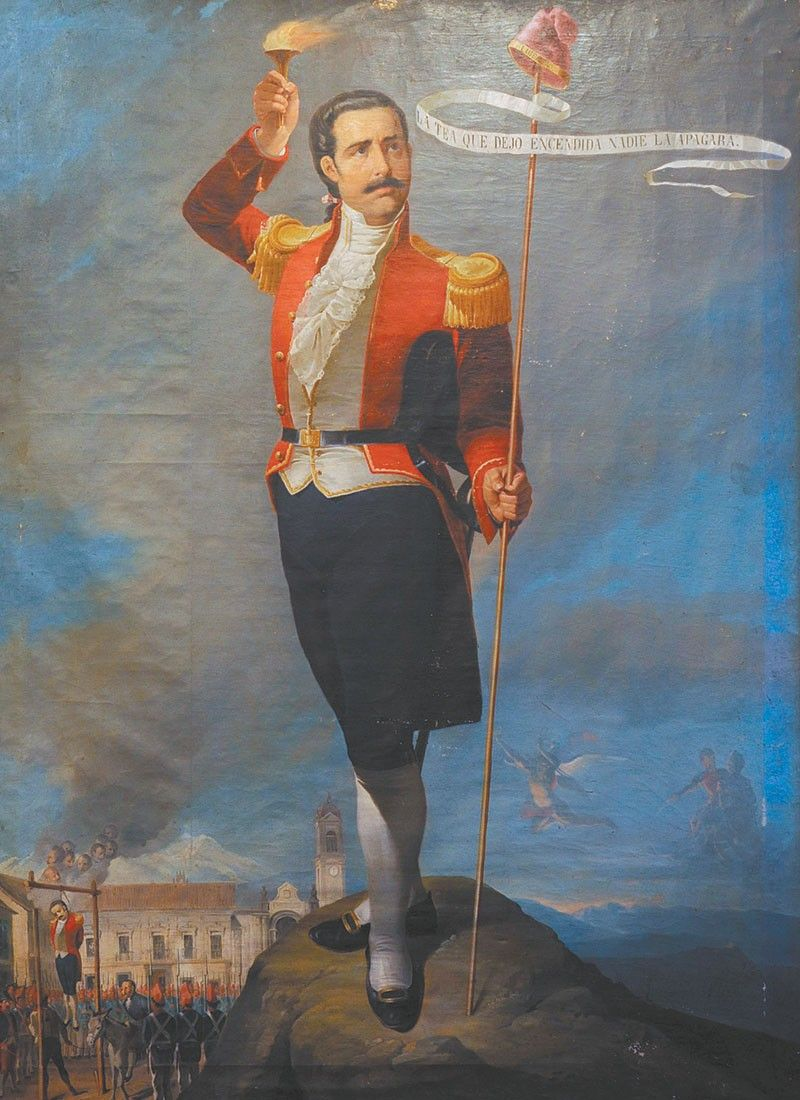
Ejecución de Pedro Murillo.

Fue capturado por Rufino Velcorne y conducido a La Paz por el capitán Tejamon. Detenido en la cárcel Real, prestó su declaración el 26 de diciembre ante el fiscal López de Segovia y firmó su confesión el 8 de enero de 1810.
En la sentencia, considerado como "representantes del pueblo", fue incluido entre los "reos de alta traición, infames, aleves y subversores del orden público" y entre los condenados a "la pena ordinaria de horca, a la que serán conducidos arrastrados a la cola de una bestia de albarda". Fue ejecutado el 29 de enero. Su cadáver, que estuvo por siete horas en el cadalso, fue enterrado en el Templo Santo Domingo.
La viuda Antonia Blancader Cañizares, siguió los pasos de su esposo y continuó dando lecciones de latín. Era poco usual que las mujeres conocieran esta lengua, y aunque resultaba mal visto que una mujer de buena posición se dedicase a la enseñanza, ella lo hizo para evitar la ruina financiera. 

## Homenajes
Como homenaje, una importante calle del centro de La Paz lleva su nombre.